# لويزا بيلوفو
لويزا بيلوفو (بالإسبانية: Luisa Peluffo)‏ (من مواليد 20 آب/أغسطس 1941) هي كاتبة وصحفية أرجنتينية.

## الحياة المُبكّرة
وُلدت بيلوفو في بوينس آيرس عام 1941 وترعرعت هناك قبل أن تنتقل عام 1977 إلى باريلوتشي في مقاطعة ريو نيغرو بالأرجنتين.

## المسيرة المهنيّة
لقد انعكست إقامتها في باتاغونيا في كتاباتها؛ وخاصَّةً في كتاب أنا ذاهبةٌ للعيشِ جنوبًا (بالإسبانية: Me voy a vivir al sur)‏ الذي يُعدُّ أحد أكثر كتبها شعبية والذي تتحدثُ فيهِ عن تجبرتها في الانتقال من «الحياة الحضرية» في بوينس آيرس إلى «الحياة القرويّة» في أقصى جنوب الأرجنتين.
حصلت لويزا بيلوفو في عام 1988 على منحةِ الإبداعِ في السرد (بالإنجليزية: Creation in Narrative)‏ من قِبل الصندوق الوطني للفنون (بالإسبانية: Fondo Nacional de las Artes)‏؛ كما نالت عام 2001 جائزة كارمن كوندي النسائية للشعر بفضلِ كتابها لونٌ غير موجود (بالإسبانية: Un color inexistente)‏. بحلول عام 2008؛ حصلت روايتها لا أحد يرقص التانغو (بالإسبانية: Nadie baila el tango)‏ الصادرة عن دار جَارْجُولاَ على الجائزة الأولى للروايات غير المنشورة المقدمة من حكومة مدينة بوينس آيرس. نُشرت ترجمةٌ باللغة الإنجليزية لقصتها فوقة (بالإسبانية: Flechas)‏ في كتاب الأرجنتين: الرفيق الأدبي للمسافر (بالإنجليزية: Argentina: A Traveler's Literary Companion)‏ الصادر عن منشورات وير آبوتس.

## قائمة أعمالها
| تاريخ الإصدار | العنوان               | العنوان الأصلي          | دار النشر                                             | ملاحظات    |
| ------------- | --------------------- | ----------------------- | ----------------------------------------------------- | ---------- |
| 2014          | الصور                 | Fotografías             | دار جارجولا للنشر والتوزيع؛ بونيس آيرس                | نصّ شعري    |
| 2012          |                       | Se llaman valijas       | دار جارجولا للنشر والتوزيع؛ بونيس آيرس                | مجموعة قصص |
| 2008          | لا أحد يرقصُ التانغو   | Nadie baila el tango    | دار جارجولا للنشر والتوزيع؛ بونيس آيرس                | رواية      |
| 2005          | أنا ذاهبةٌ للعيشِ جنوبًا | Me voy a vivir al sur   | دار لوس كواترو فينتوس؛ بوينس آيرس                     | رواية      |
| 2001          | لونٌ غير موجود         | Un color inexistente    | دار توريموزاس؛ مدريد؛ إسبانيا                         | نصّ شعري    |
| 1993          | حياةٌ مزدوجةٌ           | La doble vida           | دار أتلانتيدا؛ بوينس آيرس                             | رواية      |
| 1991          | الشاطئ الآخر          | La otra orilla          | دار أولتيمو رينو للنشر والتوزيع؛ بوينس آيرس           | نصّ شعري    |
| 1989          | كلُّ ما تسمعهُ           | Todo eso oyes           | دار إمسي للنشر والتوزيع؛ بوينس آيرس                   | رواية      |
| 1983          | مسألة الإفصاح         | Materia de revelaciones | دار بُوتِيَّا آل مار؛ بوينس آيرس                          | رواية      |
| 1982          | المؤامرات             | Conspiraciones          | مؤسسة بانكو دي لا بروفينسيا دي بوينس آيرس؛ بوينس آيرس | مجموعة قصص |
| 1974          | المسألة الحيّة         | Materia viva            | دار شابير للنشر والتوزيع؛ بوينس آيرس                  | نصّ شعري    |

## روابط خارجية
- لويزا بيلوفو على موقع IMDb (الإنجليزية)